# ژان-فرانسوا دو لا هارپ
ژان-فرانسوا دو لا هارپ (به فرانسوی: Jean-François de La Harpe) نویسنده و منتقد قرن هجدهم فرانسه بود. پدرش در اصل سوئیسی و از نجیب‌زادگان کانتون وو بود. لا هارپ در دبیرستان سن لوئی پاریس تحصیل کرد و بعدها به عضویت فرهنگستان فرانسه درآمد. در سال ۱۷۶۳ تراژدی وارویک را نوشت. در دوران زندگی‌اش با ولتر ارتباطی دوستانه داشت. در زمان انقلاب فرانسه از طرفداران انقلاب بود ولی در سال ۱۷۹۴ متهم و زندانی گردید. لا هارپ در سال ۱۸۰۳ در ۶۳ سالگی از دنیا رفت.

## آثار
برخی از آثار او عبارتند از:
- اظهاراتی راجع به راسین (به فرانسوی: Commentaire sur Racine).
- کنت وارویک (به فرانسوی: Le Comte de Warwick).
- ملانی (به فرانسوی: Mélanie).
- ترجمه‌ی فارسالیا از لاتین به فرانسه (به فرانسوی: La Pharsale).
- دبیرستان، یا دوره ادبیات (به فرانسوی: Le Lycée, ou cours de littérature).
- مولیر در تالار جدید (به فرانسوی: Molière à la nouvelle salle).